# La Jolie Fille de Perth
La Jolie Fille de Perth és una òpera en quatre actes de Georges Bizet sobre un llibret francès de Jules-Henri Vernoy de Saint-Georges i Jules Adenis, basat al seu torn en la novel·la de Walter Scott. Va ser estrenada el 26 de desembre de 1867 al Théâtre-Lyrique de París.

## Argument
L'acció es desenvolupa a Perth, Escòcia, a finals del segle xiv. El duc de Rothsay, fill de Robert III d'Escòcia, aprofitant les festes de Carnaval organitza el rapte d'una noia de Perth de la qual se n'ha enamorat. Es tracta de Catherine, la bella filla d'un honest guanter. Henry Smith és un jove armer enamorat de Catherine. Aquesta li promet, segons la tradició, que el dia de Sant Valentí li donarà una resposta respecte al seu avenir. També Ralf, aprenent de guanter, està enamorat de Catherine i acceptarà la seva decisió. El rapte organitzat pel duc fracassa per la intervenció de Mab, jove gitana enamorada al seu torn d'Henry. Catherine posa fi a la seva reserva i tria Smith com a marit, però aquest la rebutja desdenyosament creient que ha estat del duc. El duc burlat, que està present en l'escena, es complau a callar la innocència de Catherine, deixant a Smith en el seu error. Catherine cau en la desesperació. Henry, en disputa amb Ralf, que sosté la innocència de la jove, el desafia, perquè sigui la sentència divina, segons la creença, la que decideixi si és culpable. El duc arriba oportunament, a temps de salvar Henry, que havia decidit deixar matar per provar la innocència de Catherine. Amb l'ajuda de Mab també s'aconsegueix que Catherine torni a la normalitat, ja que havia perdut la raó. I tot acaba de la millor manera possible.

## Personatges
| Paper | Tessitura | Estrena, 26 de desembre de 1867 (Director: Adolphe Deloffre) |
| --- | --------- | ------------------------------------------------------------ |
| Henri Smith, un ferrer                                                                                                | tenor     | M Massy                                                      |
| Cathérine Glover | soprano   | Jeanne Devriès                                               |
| Simon Glover, el seu pare, un guanter                                                                                 | baix      | Émile Wartel                                                 |
| Mab, Reina dels gitanos                                                                                               | soprano   | Alice Ducasse                                                |
| Ralph, assistent de Glover                                                                                            | baríton   | F Lutz                                                       |
| El Duc de Rothsay | baríton   | Auguste Armand Barré                                         |
| Un Lord al seu servei                                                                                                 | tenor     | M Boudias                                                    |
| El seu majordom | baix      | M Guyot                                                      |
| Un treballador | baix      | M Neveu                                                      |
| Cor: treballadors de Smith, la patrulla de vigilància, gitanos, convidats del duc, nobles, artesans, solters i joves. |           |                                                              |

## Enregistraments
- 1943 (emès en directe per ràdio) Arturo Toscanini i l'Orquestra Simfònica de la NBC, 19 de setembre de 1943.
- 1949 Gwen Catley – Cathérine Glover; Richard Lewis – Harry Smith; Trefor Jones – Duc de Rothsay; Norman Walker – Ralph; Lorely Dyer – Mab; Owen Brannigan – Simon Glover; David Holman – un noble; BBC Theatre Chorus, Chorus Master John Clements; Royal Philharmonic Orchestra dirigida per Sir Thomas Beecham (en versió anglesa, traducció de Paul England, emès en directe el 5–6 de juny de 1949 per la BBC, editat Beulah (1-2PD23) en 2000.)[2]

- 1985 June Anderson – Cathérine Glover; Alfredo Kraus – Henri Smith; Gino Quilico – Duc de Rothsay; José van Dam – Ralph; Chœurs de Radio-France, Nouvel Orchestre Philharmonique, director Georges Prêtre. EMI 747 559-8